# Dia Internacional da Visibilidade Transgênero

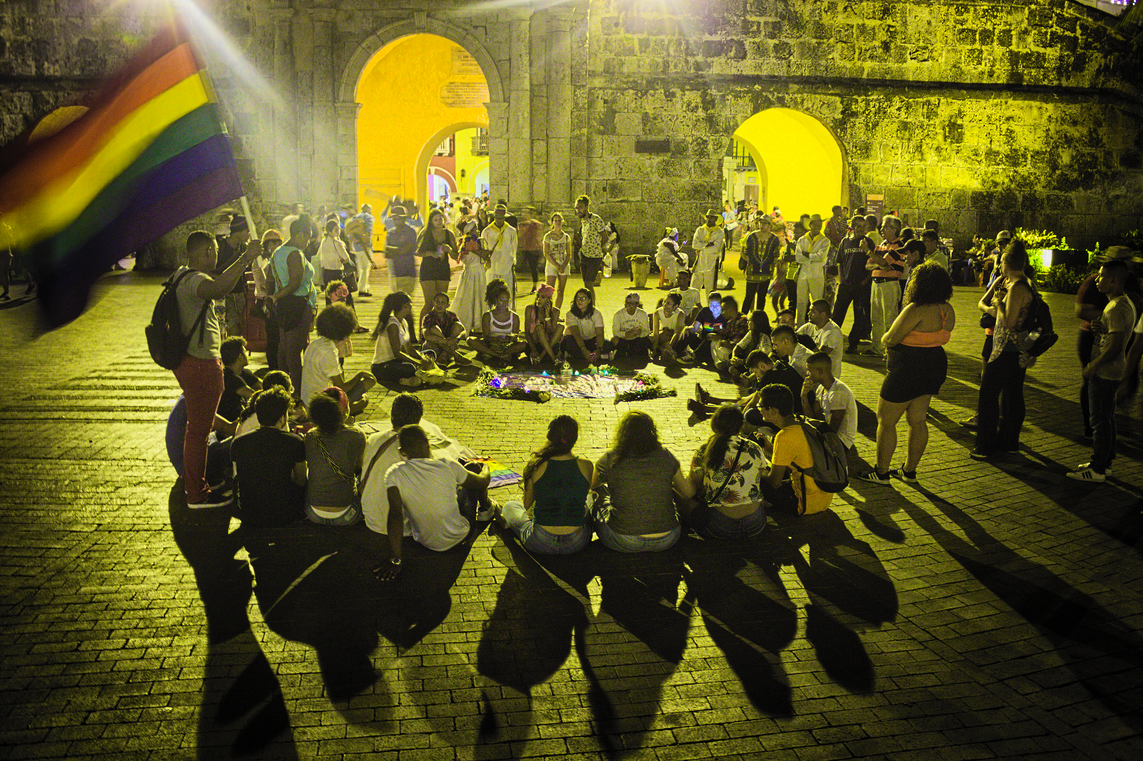
Dia de la Visibilidad Trans 2019, Cartagena, Colômbia

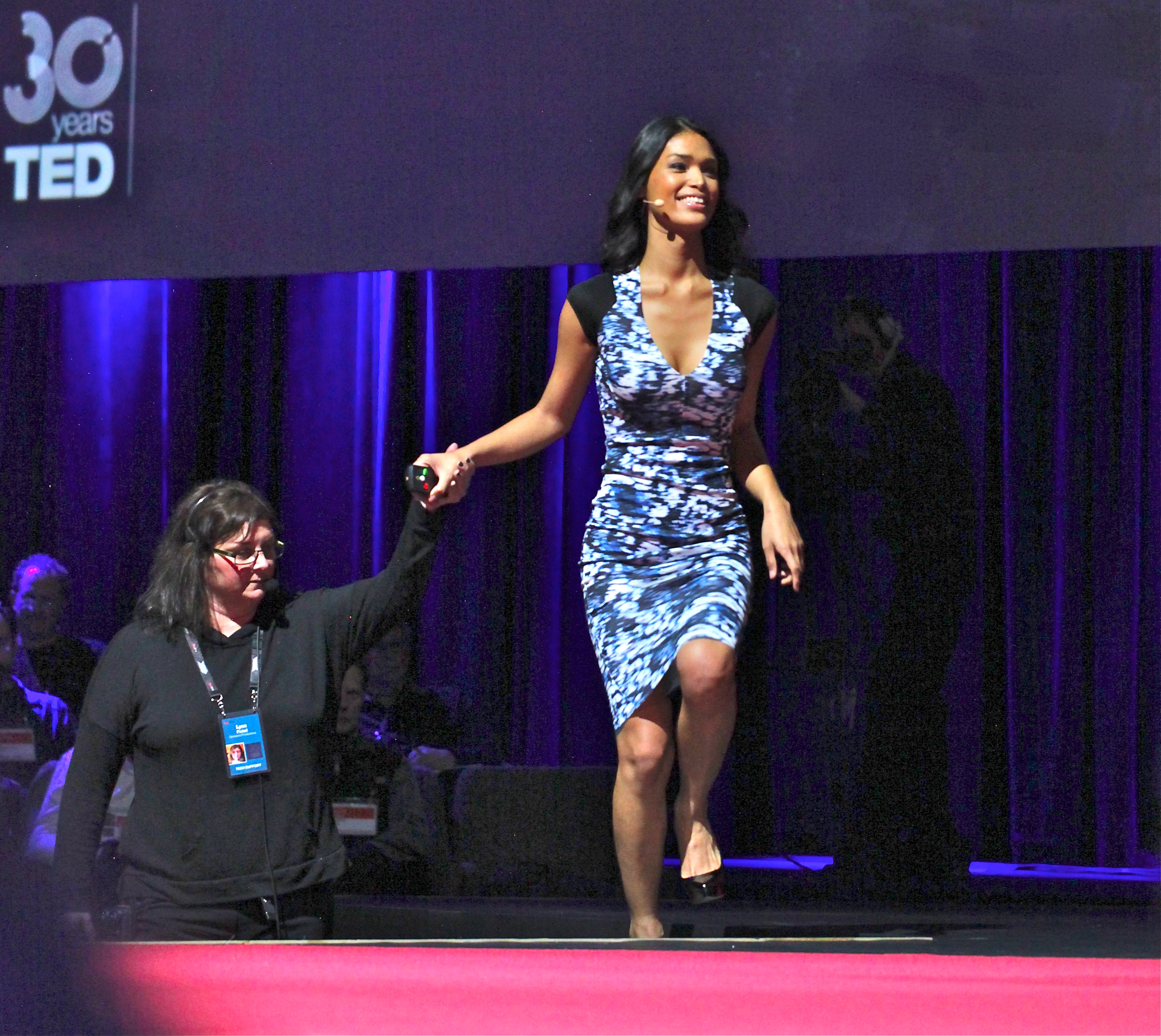
A supermodelo Geena Rocero sobe ao palco em uma conferência TED, na cidade de Nova Iorque, para se apresentar como trans, no Dia Internacional da Visibilidade Transgênero, 31 de março de 2014.

O Dia Internacional da Visibilidade Transgênero é um evento anual que ocorre em 31 de março dedicado a celebrar pessoas transgênero e aumentar a consciencialização sobre a discriminação enfrentada por pessoas transgénero em todo o mundo, além de comemorar as suas contribuições para a sociedade. 
O dia foi fundado pela ativista transgénero com sede nos EUA Rachel Crandall, de Michigan, em 2009 como uma reação à falta de reconhecimento das pessoas transgénero, por parte da comunidade LGBT, citando a frustração de que o único dia transgénero bem conhecido era o Dia Internacional da Memória Transgênero, que lembra os assassinatos de pessoas trans; porém os membros vivos da comunidade transgénero não são reconhecidos nem celebrados. 
O primeiro Dia Internacional da Visibilidade Transgênero foi realizado em 31 de março de 2009. Desde então, a comemoração foi liderada pela organização de defesa juvenil Trans Student Educational Resources, sediada nos EUA.

## Reconhecimentos
Em 2014, a data foi celebrada por ativistas, em vários países do mundo, — incluindo a Irlanda e a Escócia.
No Brasil, a visibilidade trans também é celebrada no dia 29 de janeiro.
O presidente dos Estados Unidos, Joe Biden, ao proclamar oficialmente o dia 31 de março de 2021 como o Dia da Visibilidade Transgênero, disse: "Convido todos os americanos a se unirem na luta pela igualdade plena para todas as pessoas trans". A Casa Branca publicou seu pronunciamento, o que fez de Biden o primeiro presidente norte-americano a reconhecer formalmente o Dia da Visibilidade Transgênero.

## Redes sociais
Em 2015, muitos indivíduos transgénero participaram de uma campanha de mídias sociais on-line em sites como Facebook, Twitter, Tumblr e Instagram. Os participantes publicaram selfies, histórias pessoais e estatísticas sobre as questões transgénero e outros conteúdos relacionados para aumentar a consciencialização e aumentar a visibilidade.